# Colibrí mango de Veraguas
El colibrí mango de Veraguas (Anthracothorax veraguensis) és una espècie d'ocell de la família dels troquílids (Trochilidae) que habita zones amb poc arbres del vessant del Pacífic del sud de Costa Rica i oest de Panamà.